# John-Patrick Smith
John-Patrick Smith (Townsville, 24 gennaio 1989) è un tennista australiano.
Specialista del doppio, ha vinto due titol1 ATP nel doppio maschile e ha raggiunto la finale in doppio misto agli Australian Open 2019 e 2025.

## Carriera
Ha conseguito i suoi maggiori successi in doppio, specialità nella quale ha vinto due tornei del circuito maggiore all'Atlanta Open 2018 in coppia con Nicholas Monroe e agli U.S. Men's Clay Court Championships 2025 con Fernando Romboli; è stato il 50º del ranking ATP nell'agosto 2025. Sempre in doppio ha vinto diversi titoli nei circuiti minori e ha disputato altre quattro finali del circuito maggiore.
Ha perso inoltre la finale in doppio misto all'Australian Open 2019 in coppia con Astra Sharma e all'Australian Open 2025 con Kimberly Birrell. Si è distinto anche in singolare vincendo alcuni tornei minori e raggiungendo il 108º posto del ranking nel settembre 2015. Dal 2022 ha giocato quasi esclusivamente in doppio.

## Statistiche
Aggiornate al 18 agosto 2025.

### Doppio

#### Vittorie (2)
| Legenda                   |
| Grande Slam (0)           |
| ATP World Tour Finals (0) |
| ATP Masters 1000 (0)      |
| ATP World Tour 500 (0)    |
| ATP World Tour 250 (2)    |

| N. | Data           | Torneo                                       | Superficie | Compagno         | Avversari in finale                      | Punteggio           |
| 1. | 29 luglio 2018 | Atlanta Open, Atlanta                        | Cemento    | Nicholas Monroe  | Ryan Harrison Rajeev Ram                 | 3–6, 7–6(5), [10–8] |
| 2. | 5 aprile 2025  | U.S. Men's Clay Court Championships, Houston | Terra      | Fernando Romboli | Federico Agustín Gómez Santiago González | 6-1, 6-4            |

#### Finali perse (4)
| Legenda              |
| Grande Slam (0)      |
| ATP Finals (0)       |
| ATP Masters 1000 (0) |
| ATP Tour 500 (0)     |
| ATP Tour 250 (4)     |

| N. | Data             | Torneo                                                        | Superficie  | Compagno        | Avversari in finale               | Punteggio            |
| 1. | 22 luglio 2017   | Hall of Fame Tennis Championships, Newport                    | Erba        | Matt Reid       | Aisam-ul-Haq Qureshi Rajeev Ram   | 4–6, 6–4, [7–10]     |
| 2. | 25 febbraio 2018 | Delray Beach International Tennis Championships, Delray Beach | Cemento     | Nicholas Monroe | Jack Sock Jackson Withrow         | 6–4, 4–6, [8–10]     |
| 3. | 28 febbraio 2021 | Singapore Tennis Open, Singapore                              | Cemento (i) | Matthew Ebden   | Sander Gillé Joran Vliegen        | 2–6, 3–6             |
| 4. | 6 febbraio 2022  | Maharashtra Open, Pune                                        | Cemento     | Luke Saville    | Rohan Bopanna Ramkumar Ramanathan | 7(10)-6, 3–6, [6-10] |

### Doppio misto

#### Finali perse (2)
| Legenda                 |
| ----------------------- |
| Australian Open (2)     |
| Open di Francia (0)     |
| Torneo di Wimbledon (0) |
| US Open (0)             |
| Argenti Olimpici (0)    |

| N. | Data            | Torneo                         | Superficie | Compagna         | Avversari in finale           | Punteggio        |
| 1. | 26 gennaio 2019 | Australian Open, Melbourne     | Cemento    | Astra Sharma     | Barbora Krejčíková Rajeev Ram | 6(3)–7, 1–6      |
| 2. | 24 gennaio 2025 | Australian Open, Melbourne (2) | Cemento    | Kimberly Birrell | Olivia Gadecki John Peers     | 6–3, 4–6, [6–10] |

### Tornei minori

#### Singolare

##### Vittorie (5)
| Legenda        |
| Challenger (2) |
| Futures (3)    |

| N. | Data           | Torneo                                         | Superficie | Avversari in finale | Punteggio            |
| 1. | 24 luglio 2011 | U.S.A. F19, Tulsa                              | Cemento    | Chris Wettengel     | 6–1, 6–0             |
| 2. | 6 maggio 2012  | U.S.A. F11, Vero Beach                         | Cemento    | Pedro Zerbini       | 6–2, 6–0             |
| 3. | 7 luglio 2012  | Nielsen USTA Pro Tennis Championship, Winnetka | Cemento    | Ričardas Berankis   | 3–6, 6–3, 7–6(3)     |
| 4. | 25 agosto 2013 | Canada F6, Winnipeg                            | Cemento    | Ante Pavić          | 3–6, 6–4, 6–3        |
| 5. | 22 marzo 2015  | Challenger Banque Nationale, Drummondville     | Cemento    | Frank Dancevic      | 6(11)–7, 7–6(3), 7–5 |

##### Finali perse (6)
| Legenda        |
| Challenger (4) |
| Futures (2)    |

| N. | Data            | Torneo                                     | Superficie    | Avversari in finale | Punteggio        |
| 1. | 16 ottobre 2011 | U.S.A. F26, Austin                         | Cemento       | Peter Polansky      | 6–4, 6(5)–7, 4–6 |
| 2. | 23 ottobre 2011 | U.S.A. F27, Mansfield                      | Cemento       | Jesse Levine        | 4–6, 3–6         |
| 3. | 4 maggio 2014   | Santaizi ATP Challenger, Taipei            | Sintetico (i) | Gilles Müller       | 3–6, 3–6         |
| 4. | 23 agosto 2015  | Vancouver Open, Vancouver                  | Cemento       | Dudi Sela           | 4–6, 5–7         |
| 5. | aprile 2018     | Torneo Internacional Challenger León, León | Cemento       | Christopher Eubanks | 4–6, 6–3, 6(4)–7 |
| 6. | maggio 2019     | Puerto Vallarta Open, Puerto Vallarta      | Cemento       | Sebastian Ofner     | 6(8)–7, 6–3, 3–6 |

#### Doppio
Aggiornato al 1º ottobre 2023.

##### Vittorie (36)
| Legenda         |
| Challenger (30) |
| Futures (6)     |

##### Finali perse (38)
| Legenda         |
| Challenger (36) |
| Futures (2)     |

## Risultati in progressione
| Sigla | Risultato               |
| ----- | ----------------------- |
| V     | Vincitore               |
| F     | Finalista               |
| SF    | Semifinalista           |
| O     | Oro olimpico            |
| A     | Argento olimpico        |
| SF    | Bronzo olimpico         |
| QF    | Quarti di Finale        |
| 4T    | Quarto turno            |
| 3T    | Terzo turno             |
| 2T    | Secondo turno           |
| 1T    | Primo turno             |
| RR    | Round Robin             |
| LQ    | Turno di qualificazione |
| A     | Assente                 |
| ND    | Non disputato           |

| Legenda superfici    |
| -------------------- |
| Cemento              |
| Terra battuta        |
| Erba                 |
| Superficie variabile |

### Singolare
| Tornei Grande Slam         |     |               |               |               |     |               |               |               |               |     |     |     |
| Australian Open, Melbourne | Q1  | 1T            | Q2            | Q2            | Q2  | Q3            | Q3            | Q1            | 1T            | Q3  | A   | 0–2 |
| Open di Francia, Parigi    | A   | A             | A             | Q2            | A   | Q1            | Q1            | A             | A             | A   | A   | 0–0 |
| Wimbledon, Londra          | A   | Q1            | Q1            | 1T            | Q1  | Q3            | 1T            | Q2            | ND            | A   | A   | 0–2 |
| US Open, New York          | Q1  | A             | Q1            | 1T            | Q1  | 1T            | Q1            | Q1            | A             | A   |     | 0–2 |
| Vittorie–Sconfitte         | 0–0 | 0–1           | 0–0           | 0–2           | 0–0 | 0–1           | 0–1           | 0–0           | 0–1           | 0–0 | 0–0 | 0–6 |
| Giochi Olimpici            |     |               |               |               |     |               |               |               |               |     |     |     |
| Giochi Olimpici            | A   | Non disputati | Non disputati | Non disputati | A   | Non disputati | Non disputati | Non disputati | Non disputati | A   | ND  | 0–0 |
| Vittorie–Sconfitte         | 0–0 | Non disputati | Non disputati | Non disputati | 0–0 | Non disputati | Non disputati | Non disputati | Non disputati | 0–0 | ND  | 0–0 |

### Doppio
| Tornei Grande Slam         |     |               |               |               |     |               |               |               |               |     |     |       |
| Australian Open, Melbourne | 1T  | 2T            | 1T            | 2T            | 1T  | 1T            | 1T            | 1T            | 1T            | QF  | 1T  | 5–11  |
| Open di Francia, Parigi    | A   | 1T            | A             | A             | A   | A             | 1T            | 1T            | A             | 1T  | A   | 0–4   |
| Wimbledon, Londra          | A   | 2T            | 2T            | A             | A   | 2T            | 1T            | 2T            | ND            | 2T  | 2T  | 6–7   |
| US Open, New York          | A   | 1T            | 1T            | A             | A   | QF            | 1T            | 1T            | A             | 1T  |     | 3–6   |
| Vittorie–Sconfitte         | 0–1 | 2–4           | 1–3           | 1–1           | 0–1 | 4–3           | 0–4           | 1–4           | 0–1           | 4–4 | 1–2 | 14–28 |
| Giochi Olimpici            |     |               |               |               |     |               |               |               |               |     |     |       |
| Giochi Olimpici            | A   | Non disputati | Non disputati | Non disputati | A   | Non disputati | Non disputati | Non disputati | Non disputati | A   | ND  | 0–0   |
| Vittorie–Sconfitte         | 0–0 | Non disputati | Non disputati | Non disputati | 0–0 | Non disputati | Non disputati | Non disputati | Non disputati | 0–0 | ND  | 0–0   |

### Doppio misto
| Tornei Grande Slam         |     |               |               |               |     |               |               |               |               |     |     |      |
| Australian Open, Melbourne | A   | 1T            | 1T            | A             | A   | 1T            | 1T            | F             | SF            | 1T  | 1T  | 7–8  |
| Open di Francia, Parigi    | A   | A             | A             | A             | A   | A             | A             | A             | ND            | A   | A   | 0–0  |
| Wimbledon, Londra          | A   | A             | A             | A             | A   | 1T            | 1T            | A             | ND            | A   | A   | 0–2  |
| US Open, New York          | A   | A             | A             | A             | A   | A             | A             | A             | ND            | A   |     | 0–0  |
| Vittorie–Sconfitte         | 0–0 | 0–1           | 0–1           | 0–0           | 0–0 | 0–2           | 0–2           | 4–1           | 3–1           | 0–1 | 0–1 | 7–10 |
| Giochi Olimpici            |     |               |               |               |     |               |               |               |               |     |     |      |
| Giochi Olimpici            | A   | Non disputati | Non disputati | Non disputati | A   | Non disputati | Non disputati | Non disputati | Non disputati | A   | ND  | 0–0  |
| Vittorie–Sconfitte         | 0–0 | Non disputati | Non disputati | Non disputati | 0–0 | Non disputati | Non disputati | Non disputati | Non disputati | 0–0 | ND  | 0–0  |